# Йован Бранкович
Йован Бранкович (на сръбски: Јован Бранковић) е сръбски деспот по наследство от дедите си (той е син на Стефан Бранкович). След завладяването на Сръбското деспотство от османците, унгарският крал Матяш Корвин осъзнавайки опасността от турската заплаха по границите с Унгария, възстановява васално сръбско деспотство в района на Срем, подчинено на унгарската власт, срещу задължението сърбите да му заплащат данък и да воюват на страната на Унгария. За пръв такъв сремски деспот е титулуван братът на Йован – Георги Стефанович Бранкович през 1486 г., а от 1493 г. той дели тази титла вече с Йован. През 1496 г. Стефан се отказва от политическия живот и се замонашва, и Йован продължава да управлява самостоятелно. Така Йован Бранкович е последният сръбски деспот от династията Бранкович (до смъртта си през 1502 г.). Опитвайки се да изгони турците от Сърбия, той потърсил съюз с Венецианската република, но починал преди на успее да осъществи целта си. Погребан е в Крушедолския манастир.

## Семейство
От брака си с Елена Якшич (сестра на Анна Якшич), Йован Бранкович имал няколко дъщери, едната от които (също Елена) омъжили за молдовския княз Петру Рареш, а другите – за литовски князе.